# Thomas Dutronc
Thomas Dutronc (Parijs, 16 juni 1973) is een Franse jazzzanger en jazzmanouchegitarist. Zijn moeder is de zangeres, songwriter, gitariste Françoise Hardy, zijn vader de zanger, songwriter, gitarist en filmacteur Jacques Dutronc.

## Biografie
Hij wilde eerst fotograaf worden, maar had toen de passie om gitaar te spelen, nadat hij Django Reinhardt had gehoord.  Op 17-jarige leeftijd leerde hij erop spelen. In 1995 werkte hij al samen met zijn vader aan het album - Brèves Rencontres.
Op 13 februari 2008 ontving hij de UNAC-prijs voor zijn lied J'aime plus Paris. Het werd ook de meest gespeelde Franse single over de hele wereld in 2008. Op 8 maart 2008 werd hij genomineerd op de 23e Victoires de la musique in beide categorieën als nieuwe artiest van het jaar en album van het jaar.
Thomas Dutronc is sinds 2009 lid van het liefdadigheidsensemble Les Enfoirés.

## Awards
- 2008: Globes de Cristal Award - Beste mannelijke zanger voor Like a gypsy without a guitar
- 2009: Victoires de la Musique (Frankrijk) - Origineel lied van het jaar voor Comme un manouche sans guitare

## Discografie

### Singles
- 2009:	Comme un manouche sans guitare
- 2011:	Demain!
- 2013:	Le blues du rose
- 2013: Tout le monde veut devenir un cat

### Albums
- 2007:	Comme un manouche sans guitare
- 2009:	Comme un manouche sans guitare - le live
- 2011:	Silence on tourne, on tourne en rond
- 2011: Jazz Manouche by Thomas Dutronc
- 2015:	Éternels jusqu'à demain
- 2018:	Live Is Love
- 2020:	Frenchy

- Bibliothèque nationale de France: cb15045750c (data)
- Gemeinsame Normdatei: 135293812
- International Standard Name Identifier: 0000 0001 1951 7729
- Library of Congress Control Number: no2011080953
- MusicBrainz: 83ec24f9-6608-46a9-bc43-d2f3aa7cc518
- Système universitaire de documentation: 121490688
- Virtual International Authority File: 80088728
- WorldCat: E39PBJv4gyqHHfRG6wKJtMMwYP